# Margit Nünke
Margit Nünke (ur. 15 listopada 1930 r. w Szczecinie, zm. 10 stycznia 2015 r. w Monachium) – niemiecka modelka, aktorka i piosenkarka.

## Życiorys
W 1955 r. Margit Nünke zdobyła tytuł Miss Nadrenii Północnej-Westfalii i jeszcze w tym samym roku, 12 czerwca wygrała konkurs Miss Germany w Baden-Baden. 1 czerwca 1956 r. zwyciężyła w wyborach Miss Europe odbywających się w Sztokholmie. W konkursie Miss Universe w 1955 r. w Long Beach (Kalifornia) dotarła do finału i zajęła 4 miejsce.
W latach 1957–1965 zagrała w dziewięciu filmach i dwóch serialach telewizyjnych, a w latach 1984–1985 dodatkowo w serialu Eine Klasse für sich. Margit Nünke zagrała kilka razy główną rolę kobiecą jako partnerka takich aktorów jak Peter Alexander, Gerhard Riedmann, Fred Bertelmann czy Toni Sailer.
Jako piosenkarka nagrała kilka singli, zaśpiewała też w duecie z Peterem Gardenem piosenkę Jede Woche, die hat 7 Tage.
W filmie Geliebte Bestie Nünke miała okazję do zaprezentowania swojego talentu tanecznego. Akcja filmu rozgrywa się w środowisku cyrkowców, a Nünke wciela się w rolę tancerki Beatrix postanawiającej wejść do klatki, w której trwa właśnie tresura dzikich zwierząt.
Margit Nünke, małżonka Petera Gardena, zmarła w Monachium trzy dni po jego śmierci 10 stycznia 2015 r. wskutek powikłań po zapaleniu płuc.

## Filmografia
Źródło

### Filmy
- 1957: Die Verlobten des Todes (I fidanzati della morte) − jako Giovanna
- 1957: Das haut hin − jako Bianca
- 1959: Gitarren klingen leise durch die Nacht
- 1959: Geliebte Bestie − jako Beatrix
- 1959: Bobby Dodd greift ein − jako Marianne Vidal
- 1959: Zwölf Mädchen und ein Mann − jako Eva „Amazone”
- 1960: Meine Nichte tut das nicht − jako Clara Larsen
- 1960: Der kühne Schwimmer − jako Annemarie Degenhardt
- 1964: Liebesgrüße aus Tirol − jako Gräfin Melanie
- 1965: Und das vor der Hochzeit

### Seriale telewizyjne
- 1959: Gesucht wird Mörder X − jako A. Däubler
- 1969: Finke & Co. − jako Uta Mayrich
- 1984: Heiße Wickel - kalte Güsse − jako Pani Angstl
- 1984: Eine Klasse für sich − jako Pani Delius